# 祇園寺 (調布市)
祇園寺（ぎおんじ）は、東京都調布市にある天台宗の寺院。山号は虎狛山。本尊は阿弥陀如来。

## 歴史
730年（天平2年）または750年（天平勝宝2年）、満功上人によって開山された。満功上人は深大寺を開創したことでも知られている。当地は満功上人の生誕地でもある。
当初の宗派は法相宗であったが、平安時代に天台宗に転宗している。その後は寺運衰微して無住の時期も長く、その間に諸文献も失っていため、詳細な由来等は不明になっている。
当寺が所蔵している薬師如来像は「佐須薬師」と呼ばれている。行基作とされており、現在は秘仏となっている。
明治時代、多摩地域は自由民権運動の拠点になっていた。1908年（明治41年）9月12日に当寺住職だった中西悟玄が「自由民権運動殉難者慰霊大法要」を開催、自由民権運動に殉じた闘士の菩提を弔った。板垣退助も参列しており、板垣が記念植樹したのが「自由の松」である。現在、自由の松は大木となっており、「板垣死すとも自由の松はすくすくとのびている」と説明されている。

## 文化財
- 鉄造僧形八幡神坐像（調布市指定有形文化財 平成7年2月23日指定）[3]

## 交通アクセス
- 布田駅より徒歩17分。